# Delroy Lindo
Delroy George Lindo (Eltham, London, Egyesült Királyság, 1952. november 18. –) Satellite-díjas, jamaicai gyökerekkel rendelkező brit színész és színházi rendező. 
Szerepelt Spike Lee négy filmjében: a Malcolm X (1992) című életrajzi drámában Archie-t alakította. Feltűnt továbbá a rendező Crooklyn (1994), Nepperek (1995) és Az 5 bajtárs (2020) című műveiben is. Fontosabb alakításai voltak még a Szóljatok a köpcösnek! (1995), a Tolvajtempó (2000) és A mag című (2003) című filmekben.
2017–2021 között a Diane védelmében című jogi drámasorozat egyik főszerepét játszotta.

## Fiatalkora
1952 novemberében született Elthamban, Dél-Londonban, emigráns jamaicai származású szülők gyermekeként. Tizenéves korában édesanyjával Torontóba költöztek, később pedig áttelepültek az Egyesült Államokba, ahol Lindo a San Franciscó-i American Conservatory Theaterben folytatta tanulmányait.

## Karrierje
1976-ban kapta első kisebb filmszerepét, első nagyobb szerepe pedig az 1979-es American Graffiti 2.-ben volt, amiben egy őrmestert alakított. Ezután egy évtizedig csak színházban játszott, mígnem 1989-ben Spike Lee rendező fedezte fel (akivel több filmben is dolgozott később együtt), és szerepet ajánlott neki részben önéletrajzi filmjében, a Crooklynban. Ezután karrierje már felfelé ívelt, 1996-ban 6 nagyszabású filmben is játszott. Pozitív és negatív karaktereket egyaránt bőven megszemélyesített már pályafutása során. Egyik emlékezetes alakításáért (amit az 1992-es Malcolm X-ben nyújtott) NAACP-díjra jelölték, majd később még egyszer jelölést kapott a díjra, ezúttal a Soul of the Game-ért, melyben a híres baseball-játékost, Satchel Paiget formálta meg.
Lindo eddigi karrierje során mintegy 50 filmben játszott. Ezen kívül szerepelt még néhány televíziós sorozatban is, egy-egy epizód erejéig.

## Magánélete
Felesége Nashormeh Lindo.

## Filmográfia

### Film
| Év   | Magyar cím                           | Eredeti cím            | Szerep                                   | Magyar hang         | Rendező                |
| ---- | ------------------------------------ | ---------------------- | ---------------------------------------- | ------------------- | ---------------------- |
| 1976 | Keresd a nőt!                        | Find the Lady          | Sam                                      | Faragó József       | John Trent             |
| 1979 | American Graffiti 2.                 | More American Graffiti | őrmester                                 |                     | Bill L. Norton         |
| 1989 | A hősök vére                         | The Blood of Heroes    | Mbulu                                    | Imre István         | David Peoples          |
| 1989 | A hősök vére                         | The Blood of Heroes    | Mbulu                                    | Hankó Attila        | David Peoples          |
| 1990 | A Hold hegyei                        | Mountains of the Moon  | Mabruki                                  |                     | Bob Rafelson           |
| 1990 | Szelíd angyal (Fegyveres őrangyal)   | Bright Angel           | Harley                                   | Varga Tamás         | Michael Fields         |
| 1991 | Jobb ma egy zsaru, mint holnap kettő | The Hard Way           | Brix kapitány, NYPD                      | Ujlaki Dénes        | John Badham            |
| 1992 | Malcolm X                            | Malcolm X              | Archie, a nyugat-indiai                  | Barabás Kiss Zoltán | Spike Lee (1.)         |
| 1993 | A vér kötelez                        | Bound by Honor         | Bonafide                                 | Barbinek Péter      | Taylor Hackford (1.)   |
| 1993 | Mr. Jones – Jogában áll meghalni     | Mr. Jones              | Howard                                   | Barbinek Péter      | Mike Figgis            |
| 1994 |                                      | L'exil du roi Behanzin | Behanzin                                 |                     | Guy Deslauriers        |
| 1994 | Crooklyn                             | Crooklyn               | Woody Carmichael                         |                     | Spike Lee (2.)         |
| 1995 | Kongó                                | Congo                  | Wanta százados (stáblistán nem szerepel) | Harsányi Gábor      | Frank Marshall         |
| 1995 | Nepperek                             | Clockers               | Rodney Little                            | Melis Gábor         | Spike Lee (3.)         |
| 1995 | Szóljatok a köpcösnek!               | Get Shorty             | Bo Catlett                               | Papp János          | Barry Sonnenfeld       |
| 1995 | Szóljatok a köpcösnek!               | Get Shorty             | Bo Catlett                               | Rajhona Ádám        | Barry Sonnenfeld       |
| 1996 | Rés a pajzson                        | Broken Arrow           | Max Wilkins ezredes                      | Uri István          | John Woo               |
| 1996 | Féktelen Minnesota                   | Feeling Minnesota      | Red                                      | Hankó Attila        | Steven Baigelman       |
| 1996 | A nyerő                              | The Winner             | Kingman                                  | Kristóf Tibor       | Alex Cox               |
| 1996 | Váltságdíj                           | Ransom                 | Lonnie Hawkins FBI-ügynök                | Barbinek Péter      | Ron Howard             |
| 1997 | Az ördög ügyvédje                    | Devil's Advocate       | Phillipe Moyez                           | Varga Tamás         | Taylor Hackford (2.)   |
| 1997 | Az élet sója                         | A Life Less Ordinary   | Jackson                                  | Helyey László       | Danny Boyle            |
| 1999 |                                      | The Book of Stars      | Professzor                               |                     | Michael Miner          |
| 1999 | Árvák hercege                        | The Cider House Rules  | Arthur Rose                              | Vass Gábor          | Lasse Hallström        |
| 1999 |                                      | Pros & Cons            | Kyle                                     |                     | Boris Damast           |
| 2000 | Öld meg Rómeót!                      | Romeo Must Die         | Isaak O’Day                              | Vass Gábor          | Andrzej Bartkowiak     |
| 2000 | Öld meg Rómeót!                      | Romeo Must Die         | Isaak O’Day                              | Helyey László       | Andrzej Bartkowiak     |
| 2000 | Tolvajtempó                          | Gone in Sixty Seconds  | Roland Castleback nyomozó                | Vass Gábor          | Dominic Sena           |
| 2001 | Az arany markában                    | Heist                  | Bobby "Bob" Blane                        | Vass Gábor          | David Mamet            |
| 2001 | Az utolsó erőd                       | The Last Castle        | Wheeler tábornok                         | Vass Gábor          | Rod Lurie              |
| 2001 | Az egyetlen                          | The One                | Harry Roedecker ügynök                   | Gáti Oszkár         | James Wong             |
| 2003 | A mag                                | The Core               | Dr. Ed "Braz" Brazzleton                 | Vass Gábor          | Jon Amiel              |
| 2003 | Csodás feledés                       | Wondrous Oblivion      | Dennis Samuel                            |                     | Paul Morrison          |
| 2005 | Szahara                              | Sahara                 | Carl                                     | Bakonyi Gábor       | Breck Eisner           |
| 2005 | Domino                               | Domino                 | Claremont Williams                       | Faragó András       | Tony Scott             |
| 2007 | Családi karácsony                    | This Christmas         | Joseph "Joe" Black                       | Koroknay Géza       | Preston A. Whitmore II |
| 2009 | Fel!                                 | Up                     | Beta (hangja)                            | Ganxsta Zolee       | Pete Docter            |
| 2011 | Briliáns meló                        | The Big Bang           | Skeres                                   | Faragó András       | Tony Krantz            |
| 2014 |                                      | Cymbeline              | Belarius                                 |                     | Michael Almereyda      |
| 2015 |                                      | Do You Believe?        | Malachi                                  |                     | Jon Gunn               |
| 2015 | Holtpont                             | Point Break            | Hall                                     | Vass Gábor          | Ericson Core           |
| 2017 |                                      | Battlecreek            | Arthur                                   |                     | Alison Eastwood        |
| 2018 |                                      | Malicious              | Dr. Clark                                |                     | Michael Winnick        |
| 2020 | Az 5 bajtárs                         | Da 5 Bloods            | Paul                                     |                     | Spike Lee (4.)         |
| 2021 | A vadnyugat törvényei szerint        | The Harder They Fall   | Bass Reeves                              | Faragó András       | Jeymes Samuel          |
| 2025 | Bűnösök                              | Sinners                | Delta Slim                               | Galambos Péter      | Ryan Coogler           |

### Televízió
| Év        | Magyar cím                               | Eredeti cím                       | Szerep                                  | Megjegyzések                              |
| --------- | ---------------------------------------- | --------------------------------- | --------------------------------------- | ----------------------------------------- |
| 1987      | A szépség és a szörnyeteg                | Beauty and the Beast              | Isaac Stubbs                            | 2 epizód                                  |
| 1989      |                                          | A Man Called Hawk                 | Mark Slater                             | 1 epizód                                  |
| 1989      | Tökéletes tanú                           | Perfect Witness                   | Berger                                  | - tévéfilm - magyar hangja: - Láng József |
| 1991      |                                          | Against the Law                   | Ben                                     | 1 epizód                                  |
| 1996      |                                          | Soul of the Game                  | Satchel Paige                           | tévéfilm                                  |
| 1997      |                                          | First Time Felon                  | Calhoun                                 | tévéfilm                                  |
| 1998      | Az expedíció                             | Glory & Honor                     | Mathew Henson                           | - tévéfilm - magyar hangja: - Melis Gábor |
| 1999      |                                          | Strange Justice                   | Clarence Thomas                         | tévéfilm                                  |
| 2002      | A Simpson család                         | The Simpsons                      | Gabriel (hangja)                        | 1 epizód                                  |
| 2003      |                                          | Profoundly Normal                 | Ricardo Thornton                        | tévéfilm                                  |
| 2005      |                                          | Lackawanna Blues                  | Mr. Lucious                             | tévéfilm                                  |
| 2005      |                                          | The Exonerated                    | Delbert Tibbs                           | tévéfilm                                  |
| 2006–2007 | Váltságdíj                               | Kidnapped                         | Latimer King                            | főszereplő (13 epizód)                    |
| 2009      | Esküdt ellenségek: Különleges ügyosztály | Law & Order: Special Victims Unit | Victor Moran nyomozó                    | 1 epizód                                  |
| 2009      | Mercy angyalai                           | Mercy                             | Dr. Alfred Parks                        | 1 epizód                                  |
| 2011      |                                          | The Chicago Code                  | Alderman Ronin Gibbons                  | főszereplő (11 epizód)                    |
| 2013      | Robotcsirke                              | Robot Chicken                     | Dopey Smurf / Scorpion Cashier (hangja) | 1 epizód                                  |
| 2014      | A védelmező                              | Believe                           | Dr. Milton Winter                       | főszereplő (13 epizód)                    |
| 2015      |                                          | Blood & Oil                       | "Tip" Harrison                          | főszereplő (10 epizód)                    |
| 2016      |                                          | Marvel's Most Wanted              | Dominic Fortune                         | próbaepizód (nem került adásba)           |
| 2017      | Rólunk szól                              | This Is Us                        | Ernest Bradley bíró                     | 1 epizód                                  |
| 2017–2021 | Diane védelmében                         | The Good Fight                    | Adrian Boseman                          | főszereplő (40 epizód)                    |
| 2023–2024 | Belakoltatva                             | Unprisoned                        | Edwin Alexander                         | főszereplő és vezető producer             |